# Обыкновенная смарида
Обыкновенная смарида, или смарида  (лат. Spicara smaris) — вид морских лучепёрых рыб из семейства спаровых (Sparidae).
Распространены в восточной Атлантике у берегов Португалии, Марокко и Канарских островов, а также в Средиземном и  Чёрном  морях. Обитают на глубине от 15 до 328 м. 

## Описание
Тело удлинённое, сжатое с боков, покрыто ктеноидной чешуёй. Рыло заострённое, без чешуи.  Верхняя челюсть выдвижная. На обеих челюстях несколько рядов мелких конических зубов. В передней части нижней челюсти одна пара клыков. На сошнике зубы есть или отсутствуют, на нёбе зубов нет. В жаберной перепонке шесть лучей. На первой жаберной дуге 25—30 жаберных тычинок.
Один длинный и высокий спинной плавник с 10—12 жёсткими колючими и 9—12 мягкими лучами. В анальном плавнике 3 колючих и 8—10 мягких лучей. Грудные плавники длиннее брюшных. Брюшные плавники с 1 колючим и 5 мягкими лучами, в основании имеется хорошо выраженная чешуйчатая лопастинка. Хвостовой плавник выемчатый. В боковой линии 71—82 чешуи. Позвонков 22—24.
Спина сероватая, бока желтоватые с продольными голубыми полосами. Спинной плавник серо-бурый. Перепонки между лучами спинного и анального плавников с голубыми пятнами. На теле в области окончаний грудных плавников тёмное пятно. В нерестовый период появляется брачный наряд: у самцов спина становится жёлтой, на боках и голове появляются голубые пятна, плавники становятся ярко-жёлтыми с синими пятнами. У самок окраска тела меняется на серебристо-серую с жёлтыми плавниками и розовой каймой по краям хвостового плавника.
Максимальная длина тела 20 см, обычно до 14 см.

## Биология
Стайная бентопелагическая рыба, обитает на глубине от 15 до 170 м, обнаружена в Ионическом море на глубине 328 м.

### Размножение
Обыкновенная смарида является протогиническим гермафродитом. Вначале все особи созревают как самки, а затем становятся самцами. Самки впервые созревают в возрасте трёх лет при длине тела 9 см, а самцы — на четвёртом году жизни при длине тела 12 см. После достижения длины тела около 18 см все особи являются самцами. Максимальная продолжительность жизни самцов 6 лет, а самок – четыре года .
Нерестятся вблизи берегов с февраля по май. Икрометание порционное. Плодовитость от 6 до 63 тысяч икринок. Диаметр икринок около 0,7 мм. Икра клейкая, прикрепляется к водорослям или грунту.

### Питание
Основу рациона составляют мелкие прибрежные донные беспозвоночные (ракообразные, моллюски, полихеты). Также в желудках встречаются водоросли, мелкие рыбы и их икра.

## Хозяйственное значение
Специализированный промысел не ведётся. Попадаются в качестве прилова при прибрежном промысле ставными неводами, сетями и вентерями. Объект спортивного рыболовства. Используется для приготовления консервов.